# Microstylum nigricorne
Microstylum nigricorne är en tvåvingeart som beskrevs av Günther Enderlein 1914. Microstylum nigricorne ingår i släktet Microstylum och familjen rovflugor. Inga underarter finns listade i Catalogue of Life.